# Rally Sierra Morena de 2022
El Rally Sierra Morena de 2022 fue la 39.º edición y la segunda cita de la temporada 2022 del Súper Campeonato de España de Rally. Se celebró del 1 al 2 de abril y contó con un itinerario de doce tramos que sumaban un total de 177,42 km cronometrados. Fue también puntuable para el campeonato de España histórico, el campeonato de Andalucía, la Iberian Rally Trophy, la Beca Júnior R2, la Clio Trophy Spain y la Copa Dacia Sandero.
José Antonio Suárez comenzó liderando la prueba pero abandonó enseguida tras sufrir un accidente en el segundo tramo. A partir de ahí Pepe López lideró la carrera hasta el final y se llevó la primera victoria de la temporada y la primera también con Hyundai. Su compañero de marca Iván Ares terminó por detrás a tan solo diecisiete segundos dando a Hyundai el primer doblete del año. Peor suerte corrió Alejandro Cachón que también sufrió los difíciles tramos cordobeses y cuando se encontraba a menos de cinco segundo del líder sufrió una salida de carretera en el sexto tramo y se vio obligado a abandonar. La tercera plaza del podio fue para Efrén Llarena que conservaba así el liderato del campeonato de España por solo un punto de ventaja sobre Ares y dos sobre Pepe López. La cuarta plaza de Pernía hizo más líder a Hyundai en el certamen de marcas.

## Itinerario
| Día   | Tramo | Nombre                | Distancia | Hora  | Ganador             | Tiempo  | Líder               |
| Día 1 |       |                       |           |       |                     |         |                     |
| ----- | ----- | --------------------- | --------- | ----- | ------------------- | ------- | ------------------- |
| Día 1 | TC1   | Villaviciosa          | 23.19 km  | 16:35 | José Antonio Suárez | 13:42.2 | José Antonio Suárez |
| Día 1 | TC2   | Ermitas-Trassierra    | 11.39 km  | 17:30 | Pepe López          | 6:28.6  | Pepe López          |
| Día 1 | TC3   | Córdoba               | 0.99 km   | 19:00 | Pepe López          | 1:08.4  | Pepe López          |
| Día 1 | TC4   | Villaviciosa          | 23.19 km  | 20:40 | Pepe López          | 13:43.6 | Pepe López          |
| Día 1 | TC5   | Ermitas-Trassierra    | 0.99 km   | 21:35 | Alejandro Cachón    | 6:26.7  | Pepe López          |
| Día 2 | TC6   | Villaharta-Pozoblanco | 24.97 km  | 10:10 | Pepe López          | 14:51.8 | Pepe López          |
| Día 2 | TC7   | Cerrobejuelas         | 13.20 km  | 11:30 | Iván Ares           | 8:23.9  | Pepe López          |
| Día 2 | TC8   | Obejo (Power Stage)   | 14.97 km  | 12:55 | Iván Ares           | 9:06.8  | Pepe López          |
| Día 2 | TC9   | Córdoba               | 0.99 km   | 13:55 | Surhayen Pernía     | 1:07.3  | Pepe López          |
| Día 2 | TC10  | Villaharta            | 24.97 km  | 15:20 | Efrén Llarena       | 14:41.3 | Pepe López          |
| Día 2 | TC11  | Cerrobejuelas         | 13.20 km  | 16:40 | Iván Ares           | 8:16.6  | Pepe López          |
| Día 2 | TC12  | Obejo                 | 14.97 km  | 18:05 | Iván Ares           | 9:00.5  | Pepe López          |

## Clasificación final
| Pos. | Piloto              | Copiloto                | Automóvil              | Tiempo    | Diferencia |
| ---- | ------------------- | ----------------------- | ---------------------- | --------- | ---------- |
| 1.   | Pepe López          | Borja Rozada            | Hyundai i20 N Rally2   | 1:47:54.8 | 0.0        |
| 2.   | Iván Ares           | David Vázquez           | Hyundai i20 N Rally2   | 1:48:11.8 | +17.0      |
| 3.   | Efrén Llarena       | Sara Fernández          | Škoda Fabia Rally2 evo | 1:48:22.2 | +27.4      |
| 4.   | Surhayen Pernía     | Alba Sánchez            | Hyundai i20 N Rally2   | 1:49:07.8 | +1:13.0    |
| 5.   | Pedro David Pérez   | Alejandro L. Leseduarte | Hyundai i20 R5         | 1:52:25.4 | +4:30.6    |
| 6.   | Eduard Pons         | Alberto Chamorro        | Škoda Fabia Rally2 evo | 1:55:06.8 | +7:12.0    |
| 7.   | Roberto Blach Núñez | Mauro Barreiro          | Peugeot 208 Rally4     | 1:56:14.4 | +8:19.6    |
| 8.   | José Antonio Aznar  | Iván Urea               | Hyundai i20 R5         | 1:56:47.8 | +8:53.0    |
| 9.   | Diego Ruiloba       | Andrés Blanco           | Peugeot 208 Rally4     | 1:57:02.4 | +9:07.6    |
| 10.  | Carlos Rodríguez    | Esther Gutiérrez        | Renault Clio Rally5    | 1:58:04.8 | +10:10.0   |